# Text funerar

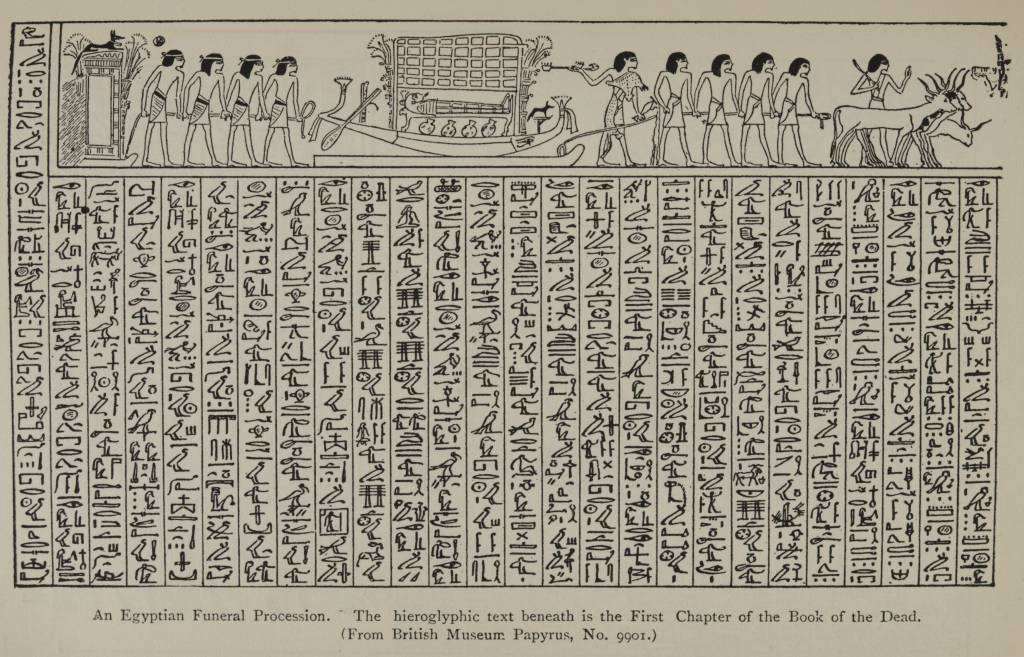
Desen cu o procesiune funerară egipteană antică, cu text funerar hieroglific sub el.

Textele funerare (sau literatura funerară) apar în diferite credințe. Scopul acestora este de obicei să ofere sfaturi celor de curând decedați sau la un pas de moarte despre cum să supraviețuiască și să prospere în viața de apoi. 

## În antichitate
Exemplul cel mai faimos de literatură funerară este din Egiptul antic, Cartea morților, care se înmormânta alături de cel proaspăt decedat pentru a-l ghida prin diversele etape pe care le-ar întâlni cel mort înainte de a fi admis în viața de apoi. Cartea morților a urmat o tradiție a literaturii egiptene funerare ce datează înainte de secolul al 26-lea î.Hr. 
Practici similare au fost urmate de adepții  cultului lui Orfeu, care au trăit în sudul Italiei și Creta în secolul al 6-lea î.Hr. Morții lor erau îngropați cu plăcuțe de aur pe care erau înscrise sfaturi despre viața de apoi.

## Epoca medievală
Budiștii tibetani încă utilizează Bardo Thodol; (cunoscută și sub numele de Cartea tibetană a morților, datând din aprox. sec. al 8-lea), care descrie experiențele sufletului dupa moarte. Acesta este recitată de către Lama unei persoane moarte sau recent decedate, sau, uneori, peste o efigie a decedatului.
La sfârșitul secolului al 15-lea în Europa, Ars Moriendi, (Arta de a muri bine) a devenit una din primele cele mai populare cărți tipărite și de largă circulație. Acesta a fost publicată în Germania în jurul anului 1470 ca un ghid pentru întălnirea cu moartea și a de a evita ispitele (nerăbdarea, mândria , avariția, etc) care ar expedia sufletul în purgatoriu sau, mai rău, în iad. 
Discursul Funeral (Halotti beszéd) este cea mai veche înregistrare existentă în limba maghiară, datând din 1192-1195. (,  Arhivat în 10 februarie 2006, la Wayback Machine.)

## Modern
Pentru detalii, vezi: Obituary